# Desmodium flagellare
Desmodium flagellare är en ärtväxtart som beskrevs av George Bentham. Desmodium flagellare ingår i släktet Desmodium och familjen ärtväxter. Inga underarter finns listade i Catalogue of Life.